# Heinz-Herbert Karry

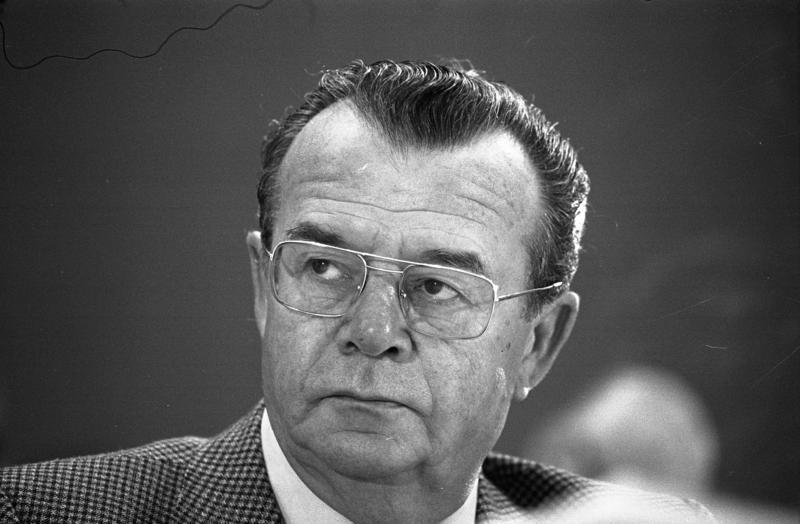
Heinz-Herbert Karry auf dem FDP-Bundesparteitag 1977

Heinz-Herbert Karry (auch: Heinz Herbert Karry; * 6. März 1920 in Frankfurt am Main; † 11. Mai 1981 ebenda) war ein deutscher Politiker (FDP). Nach seiner Ermordung wurde ein Bekennerschreiben der linksextremen Terrorgruppe „Revolutionäre Zellen“ gefunden.

## Leben und politische Laufbahn
Karry war Sohn eines Färbermeisters und besuchte die Helmholtzschule im Frankfurter Stadtteil Ostend, zu jener Zeit eine Oberrealschule für Jungen mit naturwissenschaftlichem Schwerpunkt. Er absolvierte anschließend eine kaufmännische Lehre im Eisenhandel. In der Zeit des Nationalsozialismus kam sein Vater ins Konzentrationslager, Heinz-Herbert Karry wurde als „Halbjude“ verfolgt und zeitweise als Zwangsarbeiter verpflichtet.
1945 ließ er sich als selbständiger Kaufmann und Vermögensverwalter in Frankfurt am Main nieder, verkaufte Skistiefel und Gardinen. Später war er als Vermögensverwalter tätig und seit 1949 als erfolgreicher Importeur, der in den 1950er und 1960er Jahren zum erfolgreichsten Schuhimporteur der Bundesrepublik aufstieg. 1955 wurde er Mitinhaber einer Textilgroßhandlung.
Zunächst Mitglied der Gesellschaft für Bürgerrechte, trat er 1949 in die FDP ein. Er wurde Mitglied des Kreisvorstandes, 1958 des Landesvorstandes sowie des Bundesvorstandes, später Landes- und Bundesschatzmeister. Von 1960 bis 1972 war er ehrenamtlicher Stadtrat für Frankfurt-Bornheim, von 1960 bis 1978 Mitglied des Hessischen Landtags, dessen stellvertretender Vorsitzender er von 1963 bis 1968 war. Von 1968 bis 1970 war er Vorsitzender der Landtagsfraktion der FDP, für die er 1970 auch als Spitzenkandidat zur Landtagswahl kandidierte. Seit 1974 war Karry auch Bundesschatzmeister und Mitglied des Bundesvorstandes der FDP. Karry war in der Zeit, in welcher die Gelder im Zusammenhang mit der Flick-Affäre der FDP zuflossen, Schatzmeister der FDP.

„Mer muß die Mensche nemme, wie se sin: mer kann se ja net backe lasse!“

Karry war ab 1970 hessischer Wirtschaftsminister und stellvertretender Ministerpräsident in der sozialliberalen Koalition unter Ministerpräsident Albert Osswald. In Frankfurt am Main setzte er sich unter anderem für den Wiederaufbau der Alten Oper, für die Nutzung der Kernenergie und den Bau der umstrittenen Startbahn West des Frankfurter Flughafens ein und ordnete 1980 als hessischer Wirtschaftsminister die sofortige Umsetzung des Beschlusses zum Bau der Startbahn an. Des Weiteren ist ein Bürgschaftssystem für klein- und mittelständische Betriebe auf ihn zurückzuführen. Heinz Herbert Karry betrieb als erster Wirtschaftsminister eines Bundeslandes – neben seinen Schwerpunkten Verkehrs-, Mittelstands- und Innovationspolitik – aktiv Handelspolitik, etwa bei seinen Besuchen in der Volksrepublik China – welche in dieser Zeit die ersten gemeinsamen deutsch-chinesischen Joint Ventures zuließ – oder mit den arabischen Staaten. Er war jedoch immer auch ein umstrittener Minister, der wiederholt in Wirtschaftsskandale verwickelt gewesen war, so in den Verkauf einer Waffenfabrik in das Krisengebiet des Nahen Ostens. 1981 ermittelte die Staatsanwaltschaft wegen des Verdachts von Schmiergeldzahlungen.

## Ermordung

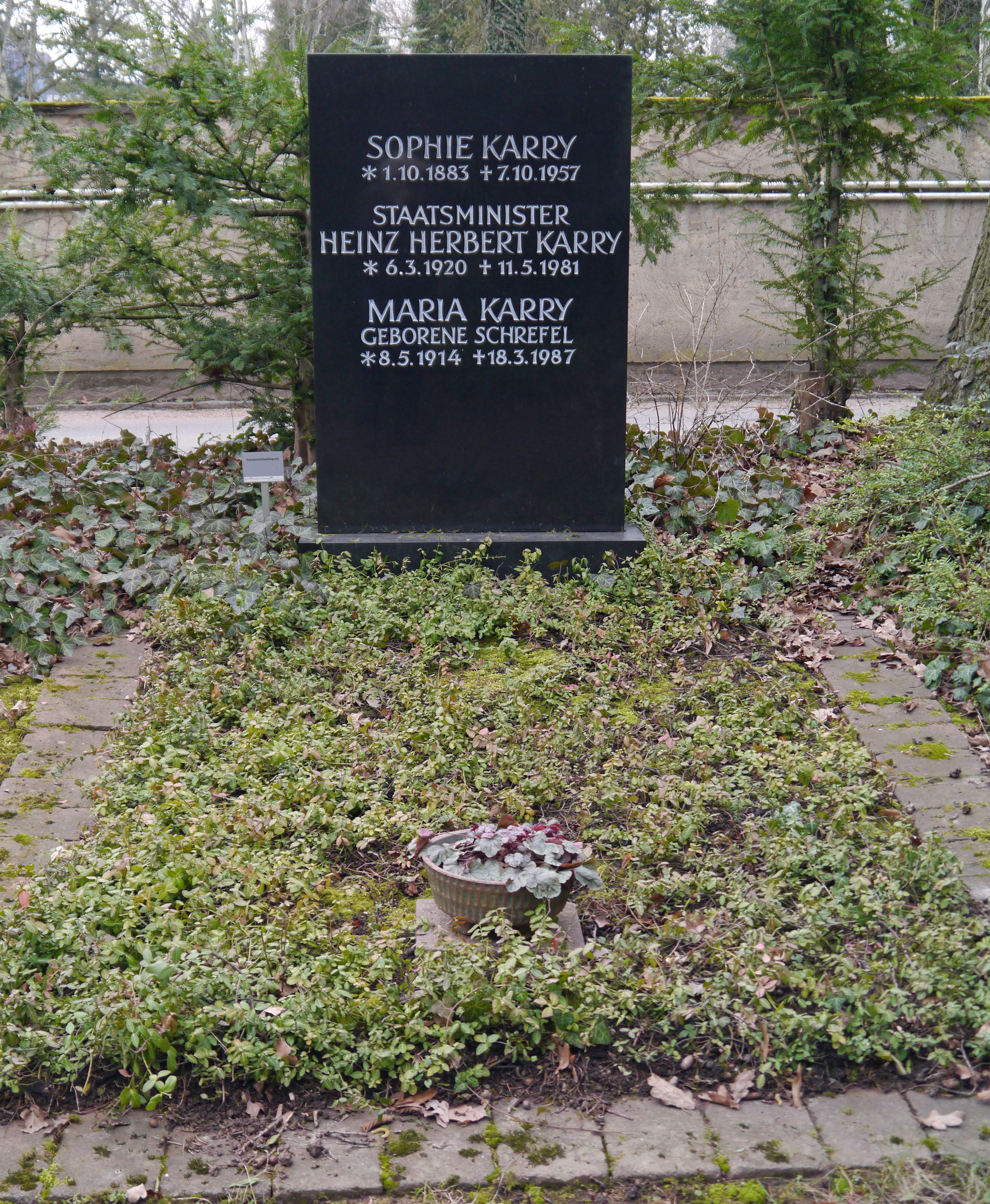
Grab der Familie Karry, auf dem Hauptfriedhof in Frankfurt am Main

Heinz-Herbert Karry wurde am 11. Mai 1981 in seinem Bungalow in der Hofhausstraße im Frankfurter Stadtteil Seckbach im Schlaf angeschossen. Unbekannte Täter hatten, auf einer an sein Schlafzimmerfenster gelehnten Leiter stehend, durch das Fenster auf ihn aus einer Pistole geschossen, vier der sechs aus drei Meter Entfernung abgeschossenen Kugeln trafen ihn. Dabei wurde er im Bauchraum getroffen und eine Arterie verletzt. Die starken inneren Blutungen führten nach einer halben Stunde zum Tod.
Zwei Wochen später tauchte ein Bekennerschreiben der Revolutionären Zellen auf: „Geplant war, durch mehrere Schüsse in seine Beine dafür zu sorgen, dass er länger das Bett hüten muss“, und weiter „[d]ass eins der vier Projektile, von denen er getroffen wurde, seine Beckenschlagader zerfetzte und damit tödlich wurde, war der große – nicht einkalkulierte – Zufall.“
Die Tat ist bis heute nicht aufgeklärt, die Täterschaft der Revolutionären Zellen wurde nicht zweifelsfrei nachgewiesen. Der damalige Generalbundesanwalt Kurt Rebmann erklärte, dass er aufgrund der Beweislage die Täterschaft der Revolutionären Zellen als die wahrscheinlichste ansehe. Er verwies im selben Interview darauf, dass diese Gruppe jedoch vorher und nachher nie Tötungsdelikte begangen habe.
Karry war damit der erste Minister der deutschen Nachkriegsgeschichte, der einem Attentat zum Opfer fiel. Nach einem Staatsakt in der Frankfurter Paulskirche zog eine Trauergemeinde von mehreren tausend Menschen in einem Schweigemarsch durch die Frankfurter Innenstadt.
Ein Informant der hessischen Polizei teilte später gegenüber den ermittelnden Beamten der Soko Karry mit, die Tatwaffe sei von dem RZ-Terroristen Hans-Joachim Klein in einem Auto des späteren deutschen Außenministers Joschka Fischer (Bündnis 90/Die Grünen) transportiert worden. Daraufhin wurde das Telefon Fischers bis zu seinem Einzug in den Bundestag im März 1983 ergebnislos abgehört. Dieser selbst gab an, er habe Klein den Wagen lediglich zur Reparatur gegeben. Politiker anderer Parteien warfen Fischer bis in die frühen 2000er Jahre eine Verbindung mit dem Mord an Karry vor, während die Ermittler laut Informationen des Spiegels mittlerweile davon ausgingen, dass ihr Informant falsche Angaben gemacht habe.

## Ehrungen
Karry war Träger des Großen Bundesverdienstkreuzes (1973) mit Stern (1976) und Schulterband (1979), der Ehrenplakette der Stadt Frankfurt am Main (1970) und der Römerplakette der Stadt Frankfurt am Main in Silber (1973). Er erhielt ein Staatsbegräbnis auf dem Hauptfriedhof (Grablage: Gewann XIV, 202). In Frankfurt-Seckbach wurde die Rotenburger Straße in Heinz-Herbert-Karry-Straße umbenannt.
Weiterhin war er Träger der Großen Verdienstmedaille in Silber des DEHOGA Hessen. Diese Medaille wird ausschließlich an verbandsaußenstehende Persönlichkeiten aus dem öffentlichen Leben (z. B. Wirtschaft und Politik) verliehen, die sich in besonderer Weise für die Belange des Gastgewerbes eingesetzt bzw. die sich um eine Verbesserung der Rahmenbedingungen verdient gemacht haben.

## Heinz Herbert Karry-Stiftung
Die 1982 gegründete Heinz Herbert Karry-Stiftung verleiht den Heinz Herbert Karry-Preis an „Persönlichkeiten, die sich um das Gedeihen und den Ausbau des freiheitlichen, demokratischen und sozialen Rechtsstaats verdient gemacht haben“. Vorsitzende der Stiftung sind: Ruth Wagner (MdL), Raimund A. Bach, Christian Graf Dohna, Wolfgang Gerhardt, Ronald E. Karry, Dieter Posch (MdL).